# Helmut Klimek

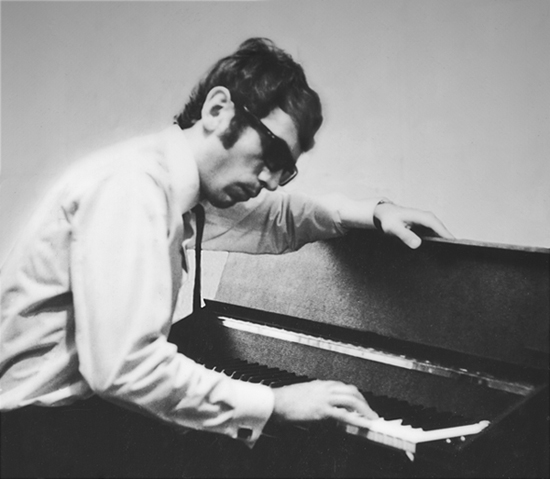
Helmut Klimek, 1970

Helmut Carol Klimek, auch Helmuth Klimek (* 16. März 1941 in Lugoj, Königreich Rumänien) ist ein Musiklehrer, Komponist und Musikverleger.

## Leben

### In Rumänien
Helmut Klimek wuchs in einer deutschstämmigen Familie im Banat auf und erhielt eine klassische Ausbildung in Klavier, Akkordeon, Gitarre sowie Gesang. Nach der Ausbildung zum Musiklehrer war er von 1963 bis 1980 an der Volkskunstschule (Şcoala Populară de Artă) in Lugoj angestellt und unterrichtete Akkordeon, Gesang, Gitarre und Schlagwerk. Zugleich war er dort Leiter des Unterhaltungsorchesters.
Es folgten Konzertauftritte und Uraufführungen von eigenen Werke. Im Jahr 1979 erschien unter dem Titel Rhythmusparade (Parada Ritmurilor) im Verlag editura litera in Bukarest das erste Notenalbum für elektronische Orgel mit 13 Eigenkompositionen, das in 60 rumänischen Städten veröffentlicht wurde. In Zusammenarbeit mit dem Stadttheater (Teatrul Municipal) in Lugoj bei dem Musical Broadway-Melodie 1492 (auch Christoph Kolumbus) nach Jura Soyfer erhielt er den ersten Landespreis (Premiul Naţional) und eine goldene Medaille, und zwar als Pianist sowie als Leiter des Musicalorchesters. Er war ein langjähriges Mitglied der Union der Komponisten und Musiker in Rumänien (Uniunea Compozitorilor și Muzicologilor din România – U. C. M. R.).

### In Deutschland
Helmut Klimek übersiedelte 1980 in die Bundesrepublik Deutschland. Im  Jahr 1983 veröffentlichte er sieben Musikwerke und Jahr 1985 erschien beim Musikverlag Banana-Flip-Music in Biberach die Schallplatte Apollo-Melodie sowie das Notenalbum Das goldene Spielheft mit zwölf Kompositionen. In Erinnerung an den italienischen Orchesterleiter Mantovani entstand 1988 eine Serenade sowie ein Vortragsstück für elektronische Orgel.
Von 1985 bis 2008 unterrichtete er in seiner eigenen privaten Musikschule in Stuttgart Klavier, elektronische Orgel und Keyboard.
Seit 1988 veröffentlicht er Interpretationen und Musikalien im Musikverlag Helmut Klimek in Stuttgart.

## Kompositionen (Auswahl)
- 1979: Parada Ritmurilor. Notenalbum mit 13 Kompositionen für elektronische Orgel[4]
- 1983: Ich brauch’ die Dollars. Swing.
- 1983: Und ich bin den Weg gegangen. Jazz-, Rockmusik.
- 1983: Es kommt ein Tag. Slowfox.
- 1983: Dreimal Caramba, Bandido. Samba.
- 1983: Ave Maria. Für Gesang und Klavier. Erstauflage[5]
- 1983: Der König der Berge. Für Gesang und Klavier. Arrangement von Octavian Zemlicka.
- 1983: Edelweiß-Romanze „La fleur de bon Dieu“. Arrangement von Octavian Zemlicka.
- 1983: Orgelzauber von und mit Helmut Klimek. Tonträger; (Ich brauch’ die Dollars, Es kommt ein Tag, Und ich bin den Weg gegangen, Dreimal Caramba Bandido, Mary-Ann, Deine Tränen sind Regen für mich, So mag ich Dich, Ein verlorener Abend, Ein Blick genügt, Non Stop in das Glück, Wie fallender Schnee, Erzähl mir Deine Träume)
- 1984: Wenn wir uns ein bisschen versteh’n. Für Gesang und Klavier.
- 1984: Orgelzauber II von und mit Helmut Klimek. Tonträger; (Wir zwei wir lieben uns, Doch nein ich bin allein, Ich fang’ an zu fragen, Bevor die Nacht beginnt, Mach mich glücklich, Liebe für ein ganzes Leben, Du bist ja nur Gast auf Erden, Mädchen Musik und Wein, Erinnerungen, Ich hab auf Sand gebaut, Ein Traum im Wind verweht, Monte Carlo)
- 1985: Das goldene Spielheft. Notenalbum; (Frühlingsnostalgie, Konzertwalzer, Apollo Melodie, Einsame Straßen, Skylight, El Dorado, Das Lied der Prärie, Und wenn der Regen fällt, Der Charlie war ein Clown, Arrivederci Capri, Rondo grazioso, Tornado).
- 1985: Apollo-Melodie. Rondo grazioso. Schallplatte. Banana-Flip-Music, Biberach.
- 1986: Ding Dong. Tonträger. Text und Verlag: Heinz-E. Klockhaus.
- 1988: Intermezzo. Vortragsstück für elektronische Orgel.
- 1988: Erinnerung an Mantovani. Serenade.
- 1988: Erinnerung an Mantovani. Vortragsstück für elektronische Orgel.
- 1988: Serenade. Vortragsstück für elektronische Orgel.
- 1993: London by Night. Für elektronische Orgel und Keyboard.
- 1995: Ave Maria. Musik- und Klavierarrangement von Helmut Klimek. Neuauflage. Text und Verlag: Heinz-E. Klockhaus.
- 1998: Das Meer. Konzertfantasie für Klavier und Orchester; opus 14.
- 1998: Frühlingsrhapsodie. Vortragsstück für Piano; opus 15.
- 2002: Die Spieluhr. Konzertrondo für Klavier und Orchester; opus 13.
- 2010: Romantische Träume. Tonträger und Notenalbum; (London by Night, Romantische Träume, Der Leierkasten, Atlantic line, Heiß war der Sand, Pardon Madame, Mondschein in Venedig, Intermezzo, Serenade. Gitarrenklänge, Amalfi, Abendglocken, Das Traumboot, Konzertwalzer Nr. 2, Mister Charleston).
- 2010: Frühlingskonzert. Konzert für Klavier und Orchester.
- 2013: Serenade für Flöte und Streichorchester